# Snomor 1 – Útěk ze snu
Snomor 1 – Útěk ze snu je česká počítačová hra pro Windows od společnosti Špidla Data Processing, s.r.o. Byla vydána 1. prosince 2017. Spadá do žánru hledaček, kde je cílem logicky uvažovat, sbírat stopy a hledat vhodné předměty k řešení jednotlivých úkolů.
Ve hře hraje hráč v roli asistenta profesora Langa,  specialisty na spánek, kterému se do rukou dostala renomovaná umělkyně Laura. Když byla Laura malá, dostala od otce lapač snů. Ale jelikož otec zemřel předčasně, nestihl říci Lauře tajemství. Jednoho dne však lapač snů zmizel a to v momentě, když byla Laura uprostřed svého hudebního vystoupení. Náhle Laura upadla do mdlob a jelikož si lékaři nevěděli s Laurou rady, byl povolán profesor Lang, který je uznávaným odborníkem na spánek. V roli jeho asistenta se vydáte za pomoci stroje snů do jejího podvědomí, abyste mohli dívku zachránit. Svět snů je velmi spletitý a nevypočitatelný. Jako hráč budete bojovat s nočními můrami, sledovat stopy, které vám Laura zanechá a hledat strůjce celého spiknutí, kterým je zlý Snomor. Ve hře budete osvobozovat části dívčiny duše a přitom bojovat se Snomorem.
Hra je velmi napínavá, hráče čeká mnoho hlavolamů, miniher i logických úkolů, některé jsou lehké a některé dokáží zabrat i dlouhou dobu, než hráč přijde na správné řešení.

## Zvuk a grafické zpracování
Herní studio se postaralo o velmi kvalitní grafické zpracování, hudbu i zvukové efekty. Dabing je ve hře velmi citlivý, zejména při animovaných scénách. Hra je kompletně v českém jazyce.

## Série
Vzhledem ke své velké popularitě se hra dočkala pokračování, kterým je Snomor 2 - Následník trůnu. V pokračování hry už je hlavní postavou Laura, která musí zachránit svého manžela z hlubokého spánku.

## Věkové kategorie
Hra je bez věkového omezení. Zahrají si jí jak děti, tak i dospělí.